# دهستان حسن‌آباد (ری)

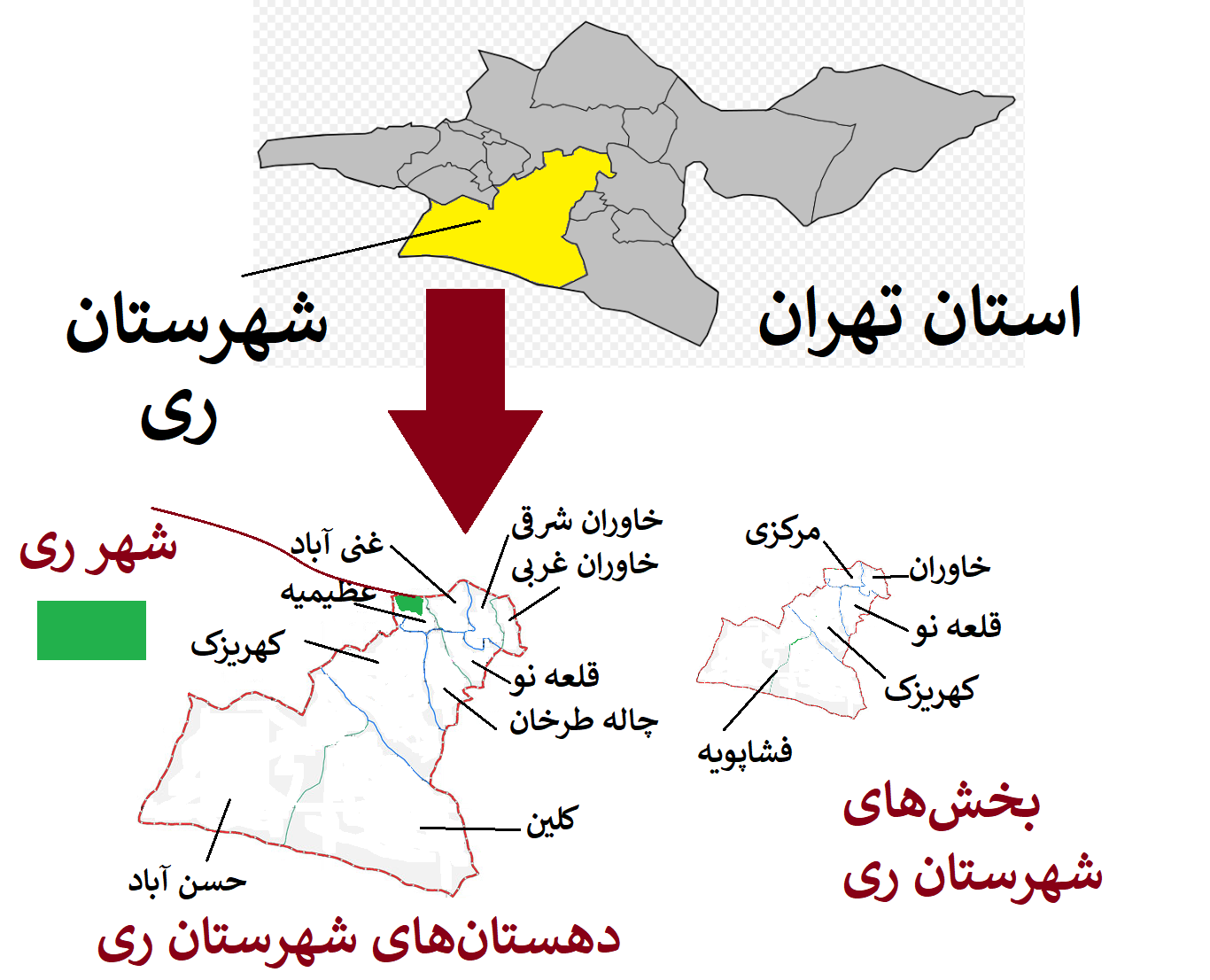
بخش‌ها و دهستان‌های شهرستان ری

دهستان حسن‌آباد نام دهستانی در بخش فشاپویه شهرستان ری، استان تهران در ایران است. براساس سرشماری مرکز آمار ایران در سال ۱۳۸۵، جمعیت آن ۵۰۳۳ نفر (۱۳۹۰ خانوار) بوده‌است.